# Bjarni Tryggvason
Bjarni Tryggvason (Reykjavík, 21 settembre 1945 – 5 aprile 2022) è stato un astronauta e ingegnere canadese di origine islandese.

## Biografia
Si laureò in ingegneria fisica all'Università della Columbia Britannica.
Partecipò alla missione STS-85 dello Space Shuttle in qualità di specialista di missione.